# Покровский, Валерий Александрович
Вале́рий Алекса́ндрович Покро́вский (17 мая 1978, Свердловск, СССР) — российский хоккеист, защитник. Воспитанник свердловской СДЮШОР «Спартаковец».

## Биография
Воспитанник свердловского хоккея, первый тренер —Антоновский Олег Михайлович.Начал выступать в составе СКА в 1996—2001 гг, по приглашению Бориса Михайлова. Также выступал за СКА в 2003—2008 гг. В 1998 году был приглашен в молодёжную сборную России. Серебряный призер Чемпионата Мира.
Мастер спорта.
В 2001—2003 годах играл за «Авангард» и ЦСКА.
В 2008—2010 годах выступал за московский «Спартак».
В сезоне КХЛ 2010/2011 года перешёл в хабаровский «Амур», где исполнял роль капитана команды.
Сезон 2011/2012 начал в составе новосибирской «Сибири», однако, на вторую половину сезона вернулся в «Спартак». 
Серебряный призер молодежного ЧМ — 1998.
Карьеру хоккеиста завершил в 35 лет.
4 сентября 2024 избран президентом федерации хоккея Ленинградской области.